# Wisselstraat (Hoorn)
De Wisselstraat is een straat in de Binnenstad van de Noord-Hollandse stad Hoorn. De Wisselstraat verbindt de Nieuwstraat met de Gravenstraat. De straat fungeert vooral als ontsluitingsweg voor achteruitgangen en achterommen van grotere gebouwen uit aangelegen straten als de Muntstraat en het Kerkplein. In een van de gebouwen die nog steeds in deze straat staat, was vroeger een lommerd gevestigd die geld wisselde voor goederen. Mogelijk was er ook een geldwisselkantoor gevestigd waaraan de straatnaam is ontleend.

## Geschiedenis
De straat is rond 1603 ontstaan op het terrein van het voormalige Sint Geertenklooster. De poort die de Wisselstraat van de Nieuwstraat scheidt, is eveneens uit 1603. De andere poortjes zijn beide van het Oude Vrouwenhuis
Op een kaart van Bleau uit 1649 heet de straat Diefleyersklooster, diefleyers zijn vergelijkbaar met de hedendaagse politie. Op kaarten van het Kadaster staat de straat vermeld als de Kloosterstraat (1823) of Het Klooster (1832). In 1888 werd de naam officieel door de gemeenteraad vastgelegd als de Wisselstraat.
In de straat bevinden zich drie rijksmonumenten en waarvan twee met een poortje. Bij de ingang van de straat bevindt zich een woning met poortgebouw en bij nummer 8 staat een poortje dat naar het kloosterterrein van het Sint Aagtenklooster leidde. Dit poortje leidt naar het straatje Kloosterpoort. In 1994 is boven het poortje een nieuwe gevelsteen geplaatst. De oude steen is bij de restauratie van het poortje vervangen, omdat deze te zwaar verweerd was geraakt, door een steen met daarop een interpretatie van het origineel van de hand van Carolus Diederich.
De centrale bibliotheek van Hoorn is sinds 1975 gevestigd in de Wisselstraat. De bibliotheek maakt gebruik van drie panden: een nieuwbouw en twee rijksmonumenten. Het rijksmonument in de Wisselstraat (nummer 8) is in eigendom van Vereniging Hendrick de Keyser. In de zaal op de begane grond bevindt zich de leeszaal van de bibliotheek. Het andere rijksmonument bevindt zich aan het Kerkplein.
Het woonhuis op nummer 10 is eveneens beschermd als rijksmonument.

## Rijksmonumenten

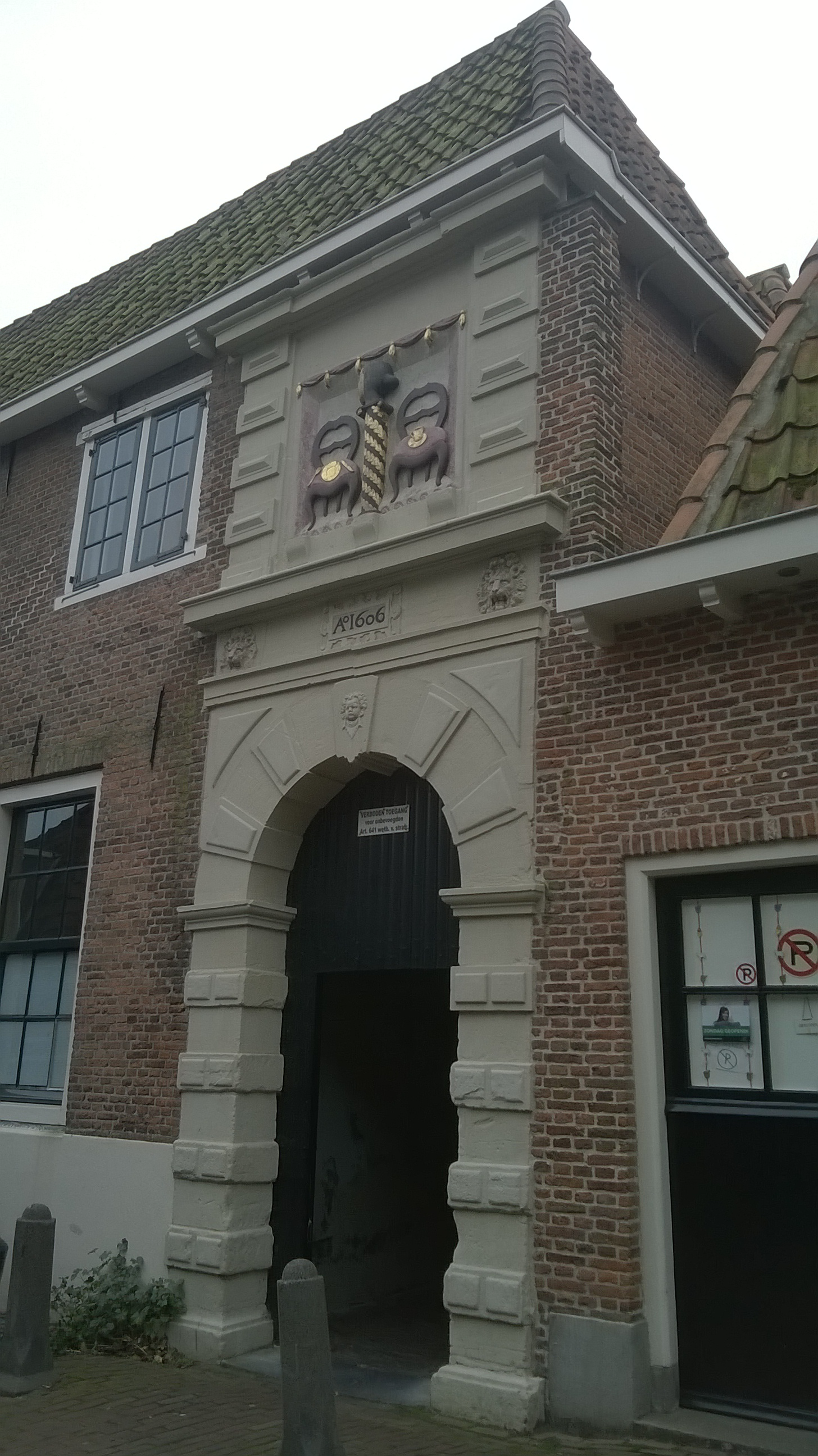
Poortje van het Oude Vrouwenhuis in de Wisselstraat, dit poortje leidt naar de Kloosterpoort
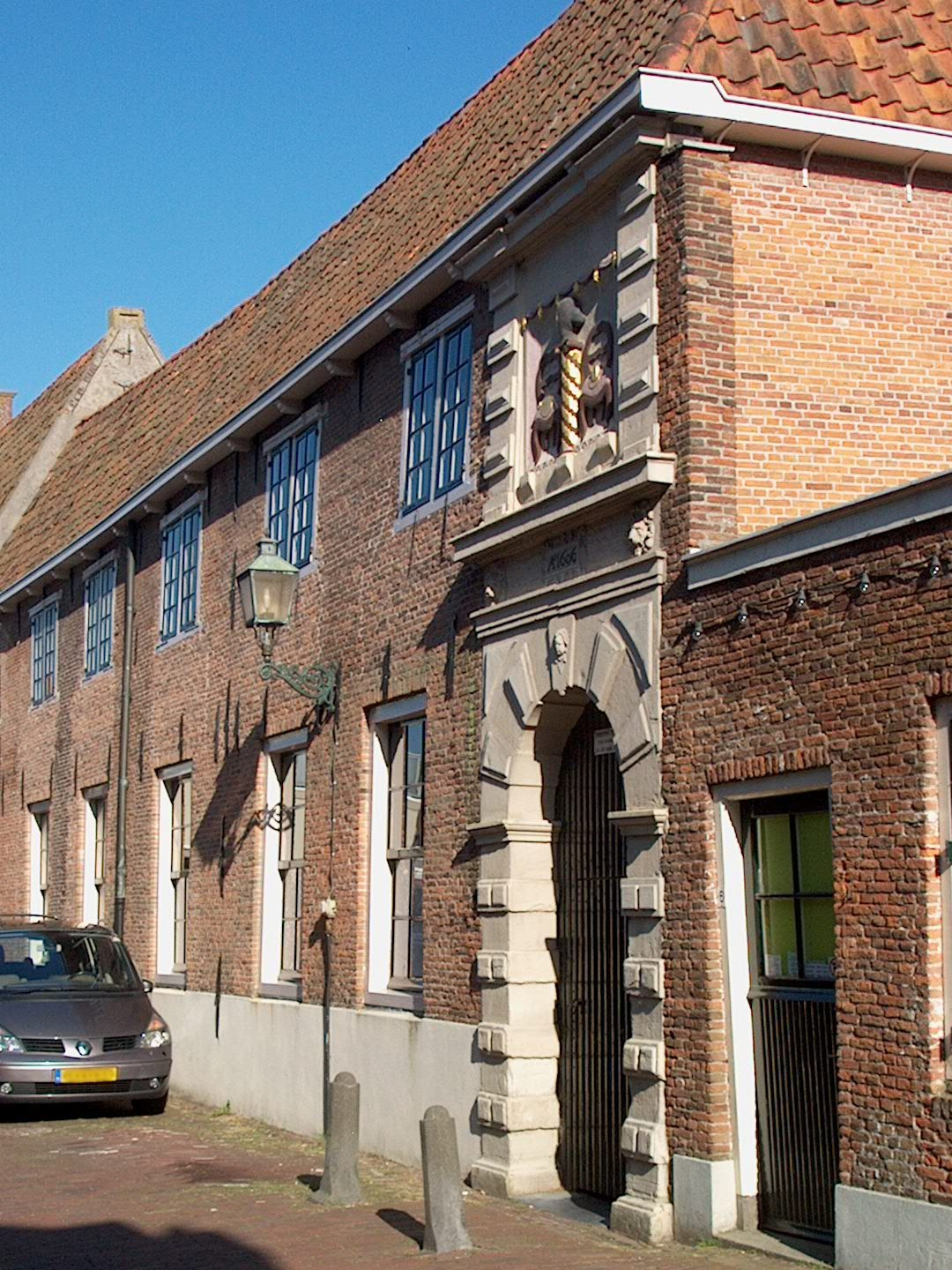
Wisselstraat 6-8
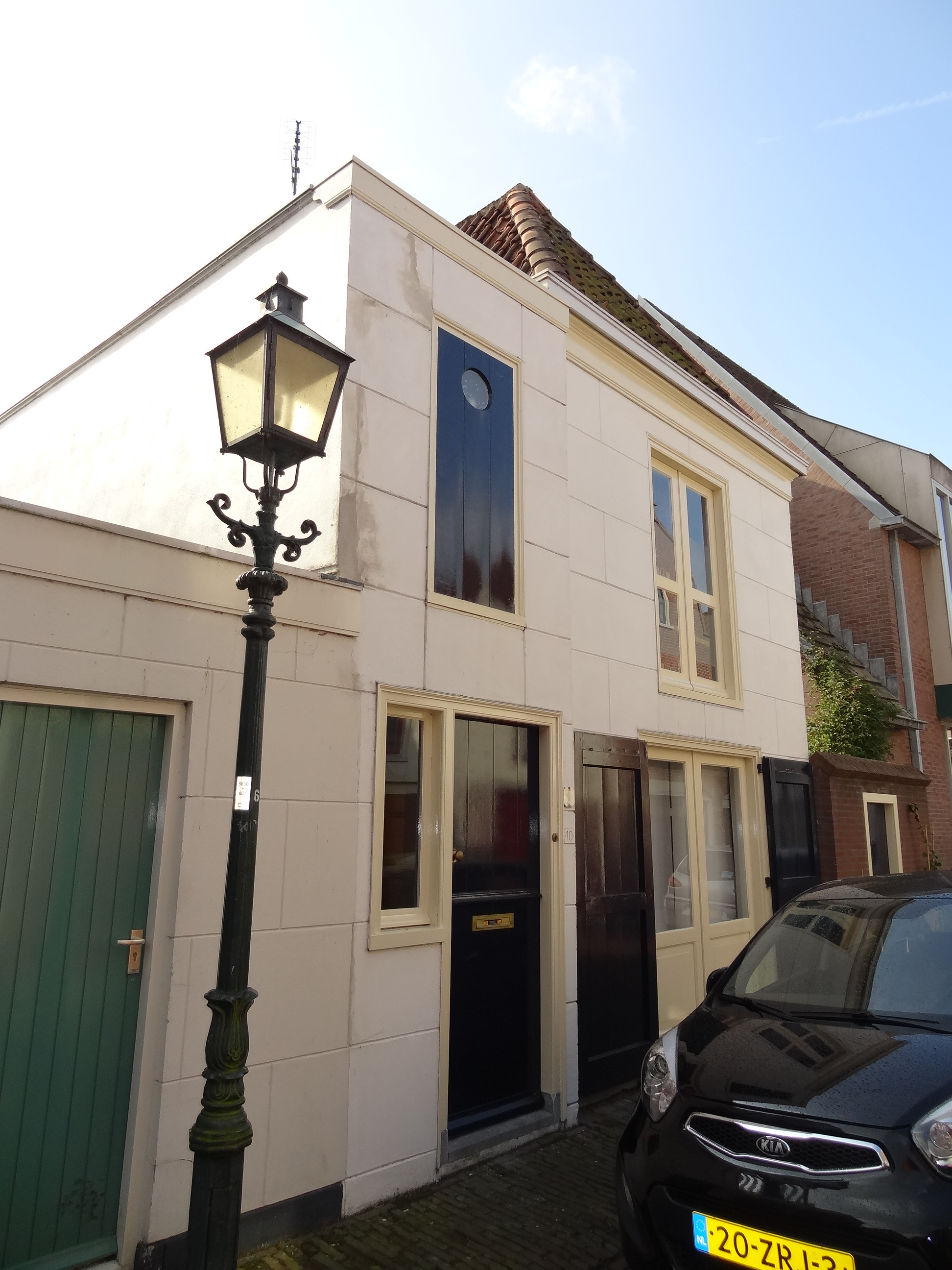
Een woning aan de Wisselstraat, rijksmonument